# Slag bij Pelekanon
De slag bij Pelekanon of de slag bij Pelecanum vond plaats op 10 en 11 juni 1329 en was een deel van de Byzantijns-Ottomaanse oorlogen.

## Achtergrond
In 1326 veroverde sultan Orhan I de belangrijke stad Bursa en maakte haar zijn hoofdstad. De Byzantijnen bezaten nog enkel in het noordwesten van Anatolië de steden Nicaea (Iznik) en Nicomedia (Izmit). De bedoeling van Orhan was de communicatielijn tussen Constantinopel en de twee steden te blokkeren. De nieuwe keizer van Byzantium Andronikos III Palaiologos (1328-1341) probeerde dit te verhinderen.

## Verloop
Ergens tussen Eskihisar en Darıca troffen de partijen elkaar. Het leger van Orhan was tweemaal zo groot als dat van Andronikos. Andronikos durfde de directe confrontatie niet aan. Een aanval van de Turkse cavalerie werd afgeslagen. Bij het vallen van de nacht trok het Byzantijnse leger zich terug, maar werd opgewacht door de Ottomanen. Hierbij werd Andronikos gewond, zijn troepen dachten dat hij was gesneuveld, wat leidde tot paniek. De overgebleven troepen konden vluchten via de zee.

## Gevolg
De twee steden waren nu afgesneden van de hoofdstad. Iznik viel in 1331, Izmit in 1337. Een poging om de steden te heroveren werd door de Byzantijnen niet ondernomen.